# مجتبي شيري (لاعب كرة قدم)
مجتبي شيري (بالفارسية: مجتبی شیری) هو لاعب كرة قدم إيراني في مركز نصف الجناح، ولد في 13 فبراير 1990 في قم في إيران. لعب مع نادي بيكان ونادي راه آهن ونادي صبا قم ونادي نفط طهران.

## وصلات خارجية
- مجتبي شيري (لاعب كرة قدم) على موقع قاعدة بيانات كرة القدم.إي يو (الإنجليزية)
- مجتبي شيري (لاعب كرة قدم) على موقع Soccerway.com (الإنجليزية)